# Konstantín Novossiólov
Konstantín Serguéievitx Novossiólov (habitualment transcrit Novoselov, rus: Константи́н Серге́евич Новосёлов (23 d'agost de 1974, Nijni Taguil, URSS) és un físic britanicorús, conegut sobretot arran de les seves recerques sobre el grafè conjuntament amb Andre Geim, que els ha permès de guanyar el Premi Nobel de Física el 2010. Novossiólov és membre del grup de recerca de física mesoscòpica a la Universitat de Manchester, com a Royal Society Research Fellow.

## Premis i guardons
- 2007: Premi europeu Nicholas Kurti
- 2008: Premi Europhysics
- 2010: Premi Nobel de Física, conjuntament amb Andre Geim